# ニコライ・ルイシコフ

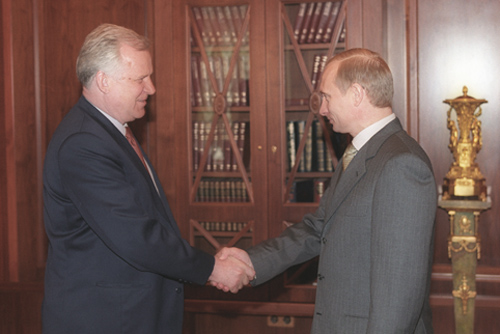
2000年ウラジーミル・プーチンロシア連邦大統領（右）と会談するルイシコフ元ソ連首相

ニコライ・イワノヴィチ・ルイシコフ（ロシア語: Никола́й Ива́нович Рыжко́в、ラテン文字転写の例：Nikolay Ivanovich Ryzhkov, 1929年9月28日 - 2024年2月28日）は、ソビエト連邦及びロシアの政治家。ミハイル・ゴルバチョフ時代のソ連閣僚会議議長（首相、在任期間1985年9月27日から1991年1月15日）。ソ連崩壊後は、ロシア連邦議会下院国家会議議員を務めた。

## 来歴・人物
1929年9月28日、ドネツク州ジェルジンスキー地区のディレエフカ村に生まれる。1956年ソ連共産党に入党する。1959年ウラル工科大学を卒業。スヴェルドロフスク市（現在のエカテリンブルク市）の工業合同企業体「ウラルマシ」で技師として働く。ルイシコフは同企業で1970年に工場長、1971年には総支配人となる。1975年にはソ連重機製作・運輸機械製作省第一次官に任命される。1979年、ソ連国家計画委員会（ゴスプラン）第一副議長となり、1981年ソ連共産党中央委員に選出される。このとき同時に中央委員に選出されたのがボリス・エリツィンだった。
テクノクラートとしての実績をユーリ・アンドロポフ書記長に評価され、1982年11月ソ連共産党政治局員候補・中央委員会書記（経済担当）に選出され、中央委員会経済部長も務める。1985年3月にゴルバチョフ書記長が就任すると、ルイシコフは1985年4月23日に政治局員となり、同年9月27日、高齢のため辞任したニコライ・チーホノフの後任としてソ連閣僚会議議長（首相）に就任した。ルイシコフはソ連首相としてゴルバチョフのペレストロイカを支持し、ソ連経済を地方への権限委譲や、新技術の導入を図ることで再建しようとした。
1988年のアルメニア大地震では被災地に自ら赴き、現地で復興活動を直接指示した。しかし、ルイシコフはペレストロイカが次第に急進的な社会改革に変動していったことと、ソ連に市場経済を導入することには反対の立場を取り、ゴルバチョフと距離を置いた末に1990年12月の憲法改正で閣僚会議が内閣に改組された際に首相を解任され、ヴァレンチン・パヴロフ蔵相が後任の首相となった。ルイシコフは1991年6月のロシア大統領選挙にロシア共産党から立候補するが、かつての同僚だったエリツィン最高会議議長に次いで2位となり敗北した。ルイシコフの敗北は保守派による8月クーデターの引き金となり、ソ連共産党解体、やがてソビエト連邦の崩壊へと発展していった。
ルイシコフは首相辞任後一時年金生活に入っていたが、ソ連崩壊後、1993年12月下院国家会議選挙に立候補し当選。1995年の下院選挙では、左派系の選挙ブロック・人民に権力をの推薦で当選する。当選後は、院内会派「人民に権力を」の代表となる。1996年には左派の政治勢力を糾合したロシア人民愛国同盟の代表となった。
2024年2月28日、モスクワで死去。94歳没。